# Кривий Ріг (футбольний клуб)
Футбольний клуб «Кривий Ріг» — український футбольний клуб з міста Кривий Ріг Дніпропетровської області. 
Команду засновано 2016 року, ініціативною групою криворізьких підприємців. 
Клуб використовує європейську модель спортивного товариства, фінансуєтеся за рахунок великого кола бізнесменів, спонсорів, активних уболівальників і всіх бажаючих долучитися до спільної справи. Всі рішення приймаються загальними голосуванням кожного члена об'єднання.
Домашні матчі проходять на стадіоні «Будівельник» (2 000 місць).
Клубні кольори: Червоний, Білий, Чорний

## Досягнення
— Чемпіон Суперліги Дніпропетровської області 2017 року.

 — Срібний призер Суперкубку Дніпропетровської області 2018 року.

 — Срібний призер Кубку Кривого Рогу 2018 року.